# 적혈구형성

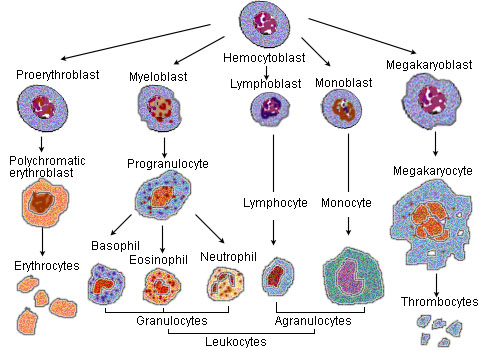
조혈 과정

적혈구형성(赤血球形成, 영어: erythropoiesis)이라는 용어는 '빨간색'을 뜻하는 'erythro'와 '만들다'를 뜻하는 'poiesis'라는 그리스어 단어에서 유래하였다. 적혈구생성(赤血球生成)이라고도 한다. 적혈구형성은 적혈구를 만들어 내는 과정으로, 조혈모세포에서 발달이 시작된다. 적혈구형성 동안 헴의 합성과 글로불린 합성이 함께 일어나며 성숙한 적혈구에서는 일어나지 않는다. 적혈구형성은 조혈모세포에서 성숙한 적혈구가 발달하는 과정이다. 이 과정에서 형태학적으로 알아볼 수 있는 첫 번째 세포는 풋적혈구모세포(전적아구)이다. 호염기 적혈구모세포(적아구)에서 핵은 작아져 더 거친 모양새를 하게 되고 리보솜으로 인해 세포질은 더 호염기성을 가지게 된다. 세포가 헤모글로빈을 생산하기 시작하면 세포질은 염기 염색과 에오신 염색으로 모두 관찰 가능해지며 다염 적혈구모세포(polychromatophilic erythroblast)라고 불린다. 성숙이 계속되면 호산(orthochromatophilic) 적혈구모세포 상태에서 핵은 빠져나가고 그물적혈구가 되어 순환계로 들어간다. 그물적혈구에서 폴리리보솜이 소실되면 성숙한 적혈구가 된다.
순환계에서 산소 농도가 감소하면 콩팥이 이를 감지하고 에리트로포이에틴이라는 호르몬을 분비해 적혈구형성 과정을 자극한다. 에리트로포이에틴은 적혈구 전구세포들의 증식과 분화를 자극하고, 조혈 조직에서 적혈구생성을 증가시켜 궁극적으로 적혈구를 많이 만들게 한다. 출생 직후의 조류나 (인간을 포함한) 포유류에서 적혈구형성은 주로 적색골수에서 일어난다. 임신 초기의 태아에서 적혈구형성은 난황낭의 중배엽 세포에서 일어난다. 임신 3~4달째에 적혈구형성이 일어나는 장소는 간으로 바뀐다. 임신 7달 이후 적혈구형성은 골수에서 일어난다. 신체적 활동이 증가하면서 적혈구형성도 증가할 수 있다. 그러나 특정 질병에 걸린 사람이나 일부 동물들에서는 지라나 간과 같은 골수 이외의 장기에서 적혈구형성이 일어나기도 한다. 이런 과정을 골수외 적혈구형성이라고 한다.
모든 뼈의 골수는 사람이 5살 내외일 때까지 적혈구를 생산한다. 25살 정도까지는 정강뼈와 넙다리뼈가 중요한 조혈 장소가 된다. 척추, 복장뼈, 골반뼈, 갈비뼈, 머리뼈는 평생 적혈구를 생산한다. 20살이 될 때까지 적혈구는 모든 뼈(긴뼈와 모든 납작뼈)의 적색골수에서 생산된다. 20살 이후 적혈구는 척추, 복장뼈, 갈비뼈, 어깨뼈, 모든 골반뼈 같은 막뼈(membranous bones)에서 만들어진다. 또한 20살 이후 긴뼈의 몸통(골간부)는 지방이 쌓이면서 황색골수가 되고 조혈 기능을 잃는다.

## 같이 보기
- 빈혈